# Glenea apicepurpurata
Glenea apicepurpurata é uma espécie de escaravelho da família Cerambycidae. Foi descrita por Karl-Ernst Hüdepohl em 1990.